# Cinemonde
Cinemonde è stata una rivista cinematografica fondata nel mese di ottobre del 1928 grazie a Thierry Gaston.

## Storia
Il primo caporedattore fu il giornalista Jean-Michel Pagès, mentre la redattrice capo fu Suzanne Chantal. La società venne poi rilevata da Maurice Bessy nel 1934. Fra i vari collaboratori vi furono Charles Ford, Marcel Carné, Blaise Cendrars, Pierre Mac Orlan, Joseph Kessel.
Dopo una lunga pausa per la seconda guerra mondiale ritornò più volte e in più vesti, parlando di cinema dei vari attori e attrici celebri al tempo, le pubblicazioni cessarono del tutto nel 1971. Fu la prima rivista francese a parlare e a ritrarre in una foto l'attrice Marilyn Monroe, nelle vesti di una babysitter preannunciando uno dei suoi primi film.